# Guentheridia formosa
El tamboril manchado o tamborín (Guentheridia formosa) es una especie de pez actinopeterigio marino, la única del género monotípico Guentheridia de la familia de los tetraodóntidos.

## Morfología
Con el cuerpo típico de los peces globo de su familia, la longitud máxima descrita fue de un macho de 26 cm.

## Distribución y hábitat
Se distribuye por la costa este del océano Pacífico, desde Costa Rica (latitud 9.º Norte) hasta Ecuador (latitud 1.º Sur). Es una especie de comportamiento demersal que habita los fondos de fango y arenosos donde caza, común en estuarios, de alimentación carnívora. Es una especie común dentro de su área de distribución por lo que no se la considera amenazada.